# فرودگاه بین‌المللی نیامتوگو
 فرودگاه بین‌المللی نیامتوگو (به انگلیسی: Niamtougou International Airport) یک فرودگاه نظامی و غیرنظامی با کد یاتا LRL است که یک باند فرود بتن دارد و طول باند آن ۲۵۰۰ متر است. این فرودگاه در کشور توگو قرار دارد و در ارتفاع ۴۶۲ متری از سطح دریا واقع شده است.